# Trismegistia valetonii
Trismegistia valetonii là một loài rêu trong họ Sematophyllaceae. Loài này được M. Fleisch. ex Dixon mô tả khoa học đầu tiên năm 1935.